# Rebecca Yarros
Rebecca Yarros, née le 14 avril 1981 à Washington, est une autrice américaine de romans sentimentaux à succès. Son roman Fourth Wing, qui inaugure en avril 2023 la série de romantasy The Empyrean, est son œuvre la plus connue.

## Biographie
Rebecca Yarros est issue d’une famille de militaires : ses parents sont tous deux officiers et un de ses grands-pères termine sa carrière avec le grade de général. Elle étudie l’histoire européenne et l’anglais à l’Université de Troy en Alabama.
En 2001, elle se marie avec un aviateur militaire qui effectuera au cours de sa carrière 5 longues missions à l’étranger, notamment en Irak et en Afghanistan. Elle commence à écrire de façon professionnelle lors de la troisième mission de son mari à l’étranger. Son premier roman relève de la fantasy et n’est pas retenu par les éditeurs à qui elle le propose. Les suivants se rattachent au courant de la romance New Adult et s'inspirent dans une large mesure de son expérience d'épouse de militaire. Ils rencontrent rapidement un succès public.
Fourth Wing, premier volume d'une saga intitulée The Empyrean qui doit en compter cinq, paraît aux États-Unis en mai 2023. Il s'agit de « fantasy épique avec dragons, griffons, magie et intrigue politique », première parution du genre pour l'autrice qui a publié jusqu'alors une vingtaine de volumes. Fourth Wing remporte un succès fulgurant : le roman reste en tête de la liste des meilleures ventes du New York Times pendant 3 mois, l'éditeur assure en avoir vendu 2 millions d'exemplaires en novembre 2023, les droits en sont cédés pour une traduction dans une trentaine de langues et aussi pour une adaptation en série télévisée à Amazon. En France Fourth Wing est tiré à 200 000 exemplaires en février 2024 et prend aussitôt la tête des ventes de livres. Le second volume , Iron flame, suscite à sa parution aux Etats-Unis en novembre 2023 un engouement semblable au premier. L'évènement trouve sur les réseaux sociaux, notamment Tik-Tok, un écho inhabituel s'agissant un livre. Il confirme la place importante de la série dans le genre romantasy,.

### Vie privée
Rebecca Yarros est mariée depuis 2001 ; son mari militaire est à la retraite depuis 2023. Ensemble ils élèvent six enfants, quatre garçons et deux filles, dont la dernière a été adoptée. En 2019, Rebecca Yarros et son mari créent l’association OctoberOne pour encourager les vocations de familles d’accueil. La famille vit au Colorado. Comme 4 de ses enfants, Rebecca Yarros est atteinte du syndrome d'Ehlers-Danlos.

## Œuvres

### SérieHors limites(titre original:Flight & Glory)
1. Fire & Ice, Eden, 2024 ((en) Full Measures, Entangled, 2014  (ISBN 978-1-68281-199-3)), trad. Sophie Taam, 409 p.  (ISBN 978-2-8246-2311-5)
2. Hot Wings, Eden, 2024 ((en) Eyes Turned Skyward, Entangled, 2014  (ISBN 978-1-68281-198-6)), trad. Audray Sorio, 458 p.  (ISBN 978-2-8246-3869-0)
3. (en) Beyond What is Given, Entangled, 2015
4. (en) Hallowed Ground, Entangled, 2016
5. (en) The Reality of Everything, Entangled, 2020

### SérieLegacy
1. Retour de flamme, Michel Lafon, 2025 ((en) Point of Origin, R. Yarros, 2016  (ISBN 978-0-99738311-9)), trad. Judith Strauser, 222 p.  (ISBN 978-2-7499-6078-4)
2. (en) Ignite, CreateSpace, 2016
3. (en) Reason to Believe, Everafter romance, 2022

### SérieLes Renegades(titre original:The Renegades)
1. Wilder, Harlequin, 2018 ((en) Wilder, Entangled, 2016  (ISBN 978-1-68281-268-6)), trad. Suzy Borello, 488 p.  (ISBN 978-2-280-39506-9)
2. Nova, Harlequin, 2019 ((en) Nova, Entangled, 2017  (ISBN 978-1-68281-420-8)), trad. Sophie A.H., 461 p.  (ISBN 978-2-280-42011-2)
3. Rebel, Harlequin, 2019 ((en) Rebel, CreateSpace, 2017  (ISBN 978-1-54891569-8)), trad. Suzy Borello, 488 p.  (ISBN 978-2-280-42010-5)

### SérieIn Luv
1. (en) Girl in Luv, Jay Crownover, 2019Écrit avec Jay Crownover.
2. (en) Boy in Luv, Jay Crownover, 2019Écrit avec Jay Crownover.

### SérieThe Empyrean
1. Fourth Wing, Hugo roman, 2024 ((en) Fourth Wing, Entangled, 2023  (ISBN 978-1-64937-404-2)), trad. Karine Forestier, 619 p.  (ISBN 978-2-7556-7313-5)
2. Iron Flame, Hugo roman, 2024 ((en) Iron flame, Entangled, 2023  (ISBN 978-1-64937-417-2)), trad. Karine Forestier, 717 p.  (ISBN 978-2-7556-7314-2)
3. Onyx Storm, Hugo roman, 2025 ((en) Onyx Storm, Entangled, 2025  (ISBN 978-1-64937-715-9)), trad. Karine Forestier, 624 p.  (ISBN 978-2-7556-7315-9)

### Romans indépendants
- (en) Love in the 80's 5. 1984 : Against all Odds, Wawa productions, 2016
- Chère Ella, Jean-Claude Lattès, 2019 ((en) The Last Letter, Entangled, 2019  (ISBN 978-1-64063533-3)), trad. Lucie Delplanque, 476 p.  (ISBN 978-2-7096-6418-9)
- Toutes ces choses belles et précieuses, City, 2025 ((en) Great and Precious things, Entangled, 2020  (ISBN 978-1-64063816-7)), trad. Judith Strauser, 416 p.  (ISBN 978-2-8246-2939-1)
- (en) Hush Note Trilogy 3. Muses & Melodies, Yarros Ink, 2020
- Toutes nos histoires infinies, City, 2024 ((en) The Things We Leave Unfinished, Entangled, 2021  (ISBN 978-1-68281-566-3)), trad. Ariane Maksioutine, 525 p.  (ISBN 978-2-8246-3875-1)
- (en) Madigan Mountain 2. A Little Too Close, Yarros Ink, 2022
- In the Likely Event, J'ai lu, 2025 ((en) In the Likely Event, Mountlake, 2023  (ISBN 978-1-66251155-4)), trad. Mareva Mae, 544 p.  (ISBN 978-2-290-40279-5)